# C12orf75
C12orf75 (англ. Chromosome 12 open reading frame 75) – білок, який кодується однойменним геном, розташованим у людей на короткому плечі 12-ї хромосоми. Довжина поліпептидного ланцюга білка становить 63 амінокислот, а молекулярна маса — 6 407.
| 10         |  | 20         |  | 30         |  | 40         |  | 50         |
| ---------- |  | ---------- |  | ---------- |  | ---------- |  | ---------- |
| MGCGNSTATS |  | AGAGQGPAGA |  | AKDVTEESVT |  | EDDKRRNYGG |  | VYVGLPSEAV |
| NMVSSQTKTV |  | RKN        |  |            |  |            |  |            |

A: Аланін

C: Цистеїн

D: Аспарагінова кислота

E: Глутамінова кислота

G: Гліцин

K: Лізин

L: Лейцин

M: Метіонін

N: Аспарагін

P: Пролін

Q: Глутамін

R: Аргінін

S: Серин

T: Треонін

V: Валін